# Io, te e Lucia
Io, te e Lucia è un singolo del gruppo musicale italiano Canova pubblicato il 5 febbraio 2015.

## Tracce
1. Io, te e Lucia – 3:24